# Livezile - Dolaț
Livezile - Dolaț este o zonă protejată (arie de protecție specială avifaunistică - SPA) situată în  Banat, pe teritoriul județului Timiș.

## Localizare
Aria naturală se află în extremitatea vestică a județului Timiș, pe teritoriile administrative ale comunelor Banloc, Ghilad, Giera și Livezile și este străbătută de drumul național DN59B, care leagă orașul Deta de localitatea Cărpiniș.

## Descriere
Situl „Livezile - Dolaț” a fost declarat arie de protecție specială avifaunistică prin Hotărârea de Guvern nr.971 din 2011 (privind modificarea și comletarea Hotărârii de Guvern 1284/2007, privind declararea ariilor de protecție specială avifaunistică, ca parte integrantă a rețelei ecologice europene Natura 2000 în Romania) și se întinde pe o suprafață de 6.553,8 hectare.
Aria protejată încadrată în bioregiunea geografică panonică a Câmpiei Timișului (subunitate geomorfologică a Câmpiei de Vest), reprezintă o zonă naturală (pajiști naturale, pășuni, stepe, terenuri arabile și culturi) ce asigură condiții de hrană, cuibărit și viețuire pentru mai multe specii de păsări migratoare, de pasaj sau sedentare.

## Avifaună
La baza desemnării sitului se află câteva păsări (enumerate în anexa I-a a Directivei Consiliului European 147/CE din 30 noiembrie 2009, privind conservarea păsărilor sălbatice) protejate prin lege.
Specii de păsări semnalate în arealul sitului: fâsă-de-câmp (Anthus campestris), șorecar-mare (Buteo rufinus), barză albă (Ciconia ciconia), dumbrăveancă (Coracias garrulus), cioară de semănătură (Corvus frugilegus), egretă mică (Egretta garzetta), vânturel de seară (Falco vespertinus),  acvilă pitică (Hieraaetus pennatus), sfrâncioc roșiatic (Lanius collurio), sfrânciocul cu frunte neagră (Lanius minor) și stârc de noapte (Nycticorax nycticorax).

## Căi de acces
- Drumul național DN59 pe ruta: Timișoara - Jebel - Voiteg - Deta - DN59B - Banloc - Livezile.

## Monumente și atracții turistice
În vecinătatea sitului se află câteva obiective de interes istoric, cultural și turistic; astfel:
- Ansamblul Mănăstirii Partoș (Biserica "Sf. Arhangheli Mihail și Gavril" și parclisul) din satul omonim, construcție 1750 - 1753, monument istoric.
- Conacul Gudenus din Gad, construcție datată la început de secol XIX, monument istoric.
- Ansamblul conacului Banloc (Castelul Banloc și Parcul castelului), construcție 1793, monument istoric.